# William Cohen
Pour les articles homonymes, voir Cohen.
William Sebastian Cohen, né le 28 août 1940 à Bangor (Maine), est un homme politique américain. Membre du Parti républicain, il est sénateur fédéral du Maine entre 1979 à 1997 après avoir été représentant du même État, puis secrétaire à la Défense dans l'administration du président Bill Clinton entre 1997 et 2001.

## Biographie

### Jeunesse
William Cohen est né à Bangor (Maine). Son père était un immigrant juif originaire de Russie et sa mère était d'origine irlandaise et de confession protestante. Il est lui-même unitarien.
Diplômé d'un B.A. de latin (1962), il poursuit des études de droit à l'université de Boston.

### Carrière professionnelle
Après ses études, il est partenaire dans un cabinet d'avocats puis assistant du procureur de comté de Penobscot (1968–1970). Il est d'abord enseignant au Husson College puis enseignant en business administration à l'université du Maine (1968–1972).
Vice-président de l'association des avocats à la cour du Maine (1970–1972) et membre de l'école du barreau de Bangor (1971–1972), il est aussi conseiller municipal de Bangor (1969–1972) puis maire de la ville (1971–1972).

### Carrière politique

#### Membre du Congrès des États-Unis (1973-1997)
En 1972, il est élu comme républicain à la Chambre des représentants pour la 2e circonscription du Maine.
Durant son premier mandat, il est membre du comité d'enquête sur le scandale du Watergate. Il fut l'un des premiers républicains à se prononcer pour l'impeachment du président Richard Nixon.
Après trois mandats à la chambre, William Cohen est élu en 1978 au Sénat des États-Unis. Il est réélu en 1984 et 1990. Il est alors membre de la commission des forces armées et de celle sur la sécurité intérieure (1979-1997) ainsi que de celle sur les services secrets (1983-1991 et 1995-1997). Il participa à l'origine de nombreuses lois relatives aux questions de défense nationale.
En 1996, il ne se représente pas et aide l'une de ses collaboratrices, Susan Collins, à lui succéder.

#### Secrétaire à la Défense (1997-2001)

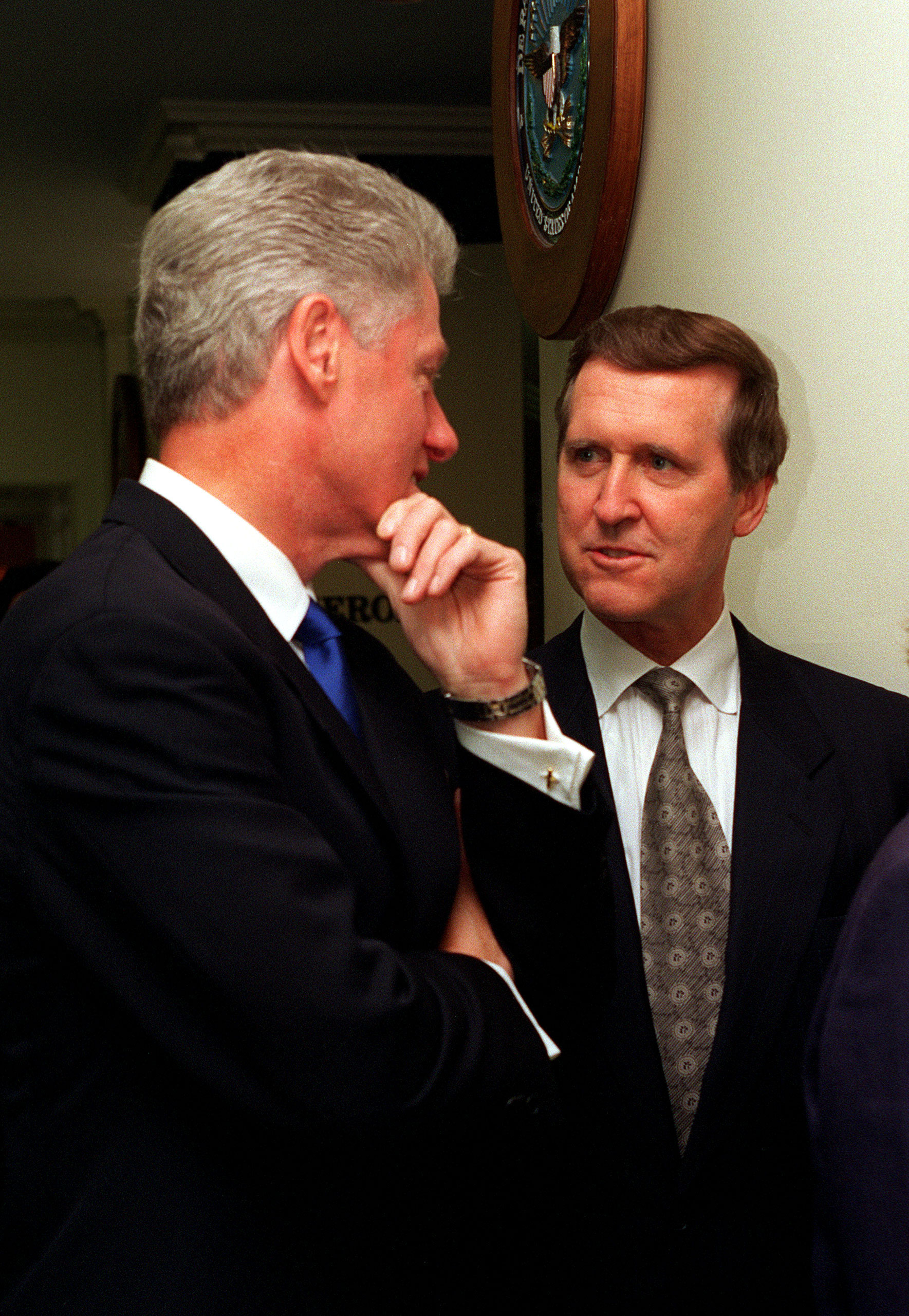
William Cohen et le président Clinton au Pentagone, en septembre 1997.

Fin connaisseur des arcanes fédérales et bien que républicain, il est nommé secrétaire à la Défense après l'élection présidentielle américaine de 1996 par le président démocrate Bill Clinton. Celui-ci veut s'appuyer, pour son second mandat, sur un consensus national dans le domaine de la défense dans un climat international agité.

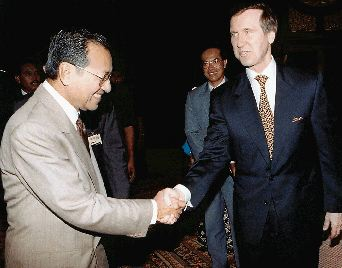
William Cohen et Mahathir Mohamad, premier ministre malaisien, en 1998.

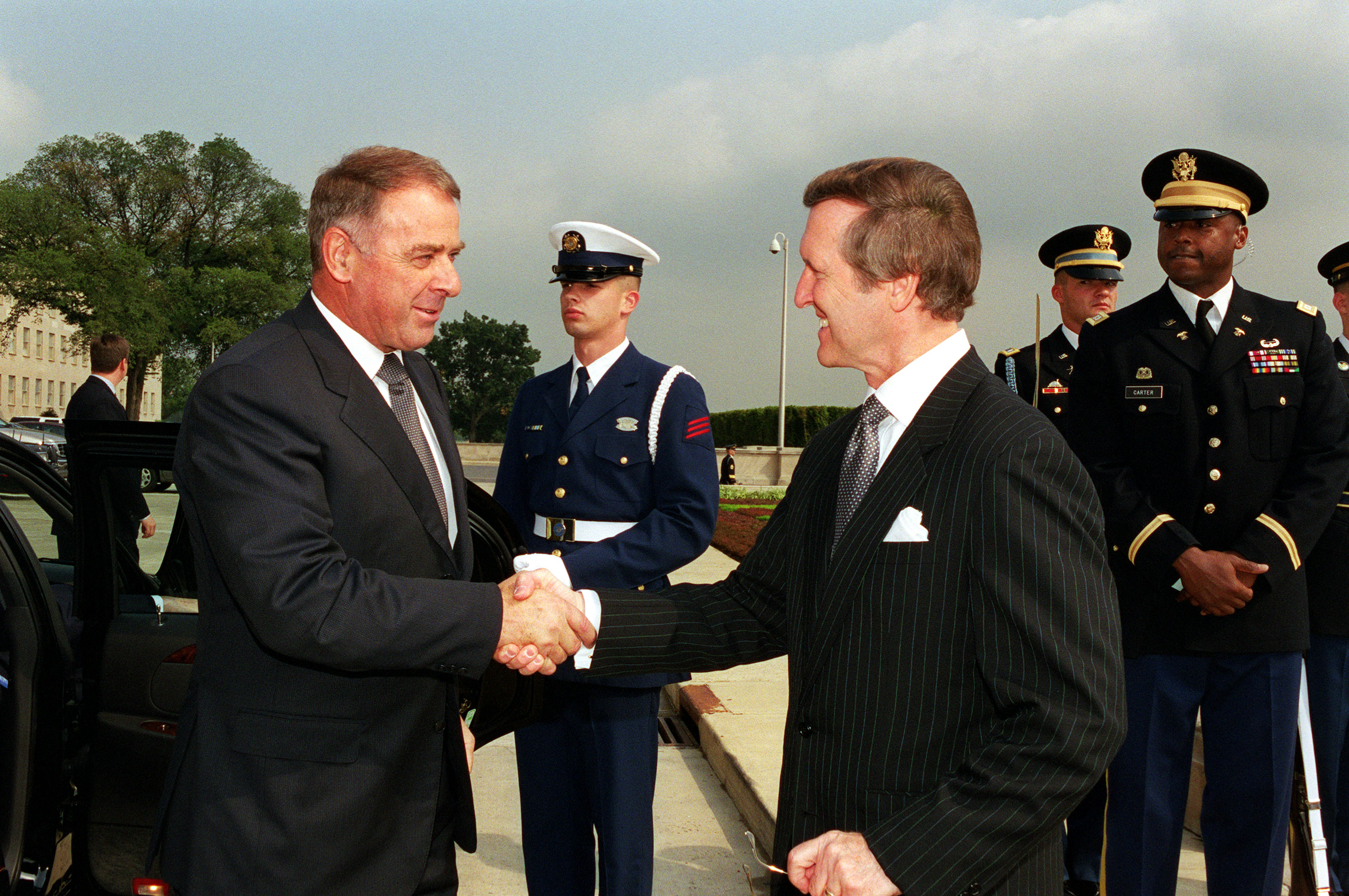
Rencontre en 2000 avec Adolf Ogi, ministre suisse de la Défense.

En tant que secrétaire à la Défense, il géra des actions militaires comme l'opération Desert Fox en Irak, celles des forces de l'OTAN au Kosovo ainsi que le licenciement de Wesley Clark de son poste de commandant des forces américaines de l'OTAN. C'est durant ses fonctions que l'organisation terroriste Al-Qaïda revendiqua les attentats à la bombe contre les ambassades américaines à Dar es Salam en Tanzanie et à Nairobi au Kenya en 1998.
En janvier 2001, le nouveau président, George W. Bush, le remplace par Donald Rumsfeld.

### Carrière post politique
William Cohen, aujourd'hui dans le secteur privé, travaille pour une firme américaine de relations publiques représentant des clients européens qui sont intéressés par la construction en sous-traitance de ce type de bâtiment amphibie dont les États-Unis ont récemment arrêté la production sur leur sol.
Il fit également partie du comité d'études sur l'Irak, présidé par James Baker et Lee Hamilton. Ce comité (composé de républicains et de démocrates) créé par le président Bush était chargé d'étudier la situation en Irak et de proposer des solutions.

### Vie privée
Divorcé de sa première épouse en 1987, William Cohen est marié depuis 1996 avec Janet Langhart, ancienne mannequin et personnalité de télévision devenue écrivain.